# Luigi Bonelli (orientalista)
Luigi Bonelli (Brescia, 20 settembre 1865 – Napoli, 26 gennaio 1947) è stato un arabista, iranista e turcologo italiano.

## Biografia
Per preparare convenientemente la sua tesi di laurea in "Storia moderna", Luigi Bonelli imparò da autodidatta la lingua araba e quella persiana. Non appena conseguita la laurea in "Lettere" nel 1887 presso l'Accademia Scientifico-Letteraria di Milano, spostò quindi i suoi interessi sull'Orientalistica e sulla glottologia, probabilmente anche grazie agli innovativi orientamenti scientifici in merito di Graziadio Ascoli.

Conobbe a Roma il grande semitista Ignazio Guidi, che ne incoraggiò le sue propensioni per il cosiddetto "tripode islamico", vale a dire la lingua araba, quella persiana e la lingua turca. Fu lo stesso Guidi a presentare nel 1890 all'Accademia Nazionale dei Lincei la sua prima pubblicazione di rilievo, relativa a un testo persiano. 
Poco più tardi Bonelli affrontò uno dei più gravosi impegni islamistici: l'edizione di un Catalogo dei codici arabi, persiani e turchi della Biblioteca Casanatense'  (un simile lavoro sarà da lui svolto in futuro presso l'Archivio di Stato di Venezia, dove classificò i regesti, rimasti inediti, di parte della collezione di documenti turchi ivi presenti).
Nel 1892 gli fu affidato l'incarico d'insegnamento di "Lingua turca" all'Istituto Universitario Orientale di Napoli e qui e in questa stessa disciplina divenne professore cattedratico nel 1907, assumendo anche la funzione di Direttore (equivalente a quella di Rettore) nel triennio e 1914-1916. 

Nel 1921 divenne Socio corrispondente dell'Accademia Nazionale dei Lincei.
Studiò anche la lingua maltese, ispirando lo stesso percorso apprenditivo a un turcologo della successiva generazione: Ettore Rossi.

Nel 1931 e nel 1932, dietro invito di Fu'ad I d'Egitto, fu incaricato del riordino della biblioteca e dell'archivio di corte. Lavorò in quello stesso biennio sui regesti dei firmani ottomani ma per un vergognoso esempio di "pirateria scientifica" la sua fatica uscì sotto il nome di Ḥāyim Nāḥām, che era all'epoca il Gran Rabbino del Cairo.
Lasciò nel 1935 l'insegnamento universitario raggiunti per limiti di età, pur mantenendo per alcuni anni l'insegnamento di "Lingua persiana". A lui i colleghi italiani e stranieri dedicarono una collettanea di studi pubblicati dagli Annali del Regio Istituto Orientale (n.s., I).

## Opere principali
- Elementi di grammatica turco osmanli , Milano, 1899.
- Manuale di turco parlato (con S. Jasigian), Milano, 1910.
- Traduzione del Corano, Milano, Hoepli, 1929 (e successive riedizioni). N.B. La numerazione dei versetti è quella precedente all'edizione fu'adina.
- Lessico italiano-turco, Roma, Istituto per l'Oriente, 1939 (rist. postuma 1952).